# Made in China

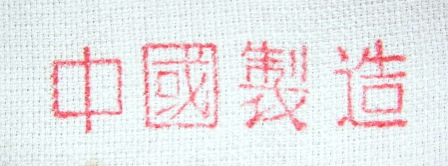
Một nhãn mác in dòng chữ "Sản xuất tại Trung Quốc" (中國製造)

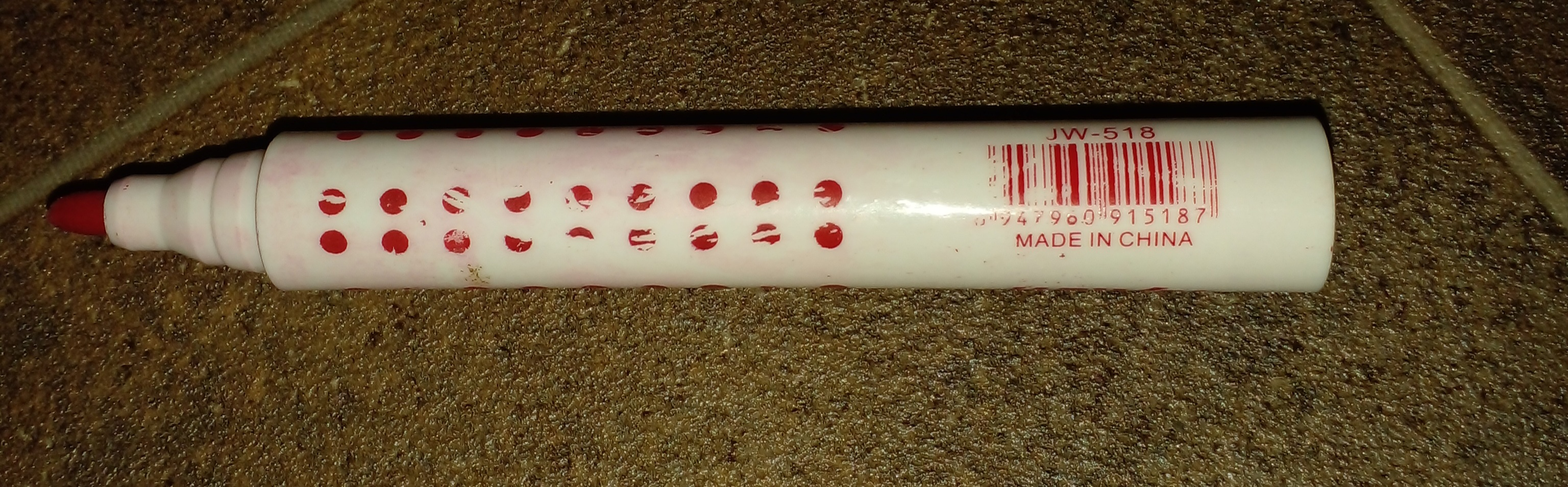
Chiếc bút dạ khô ghi nhãn mác Made in China

Made in China, Made in PRC, hay còn gọi là Sản xuất tại Trung Quốc, là nhãn hiệu có nguồn gốc xuất xứ được gắn vào các sản phẩm được chế tạo tại nước Cộng hòa Nhân dân Trung Hoa. Nhãn hiệu Made in China là cái mác dễ nhận biết nhất thế giới hiện nay, bởi quốc gia này đang là nhà xuất khẩu hàng hóa lớn nhất thế giới.
Do sự liên hệ phổ biến của nhãn hiệu này với các sản phẩm giá rẻ, chất lượng thấp và thường gây nguy hiểm, độc hại, cho nên cụm từ "Made in China" thường được dùng theo nghĩa xấu để chỉ đến bất kỳ sản phẩm hàng hóa chất lượng kém nào không cần biết xuất xứ từ đâu.

## Ngành sản xuất
Trung Quốc hiện là nhà sản xuất chế tạo số 1 thế giới.